# Ярославци
Ярославци е село в Западна България. То се намира в община Брезник, област Перник.

## География
Село Ярославци се намира в планински район.

## Личности
Родени в Ярославци
- Тодор Рангелов (1919-1999), български партизанин и полковник